# Czarownica piętro niżej
Czarownica piętro niżej – powieść dla dzieci Marcina Szczygielskiego, która ukazała się nakładem Wydawnictwa Bajka w 2013 r. Pierwsza część cyklu o przygodach Majki.

## Fabuła
Maja ma osiem lat. Jest uzależniona od telewizji – jej matka nie pracuje, zajmuje się domem, a ponieważ telewizor jest włączony przez cały dzień, dziewczynka razem z nią ogląda seriale i programy, także te nieprzeznaczone dla dzieci. Ma bogatsze słownictwo od większości dzieci w jej wieku i najchętniej bawi się w inscenizowanie telewizyjnych audycji. Rodzice spodziewają się drugiego dziecka i planują ostatnie wakacje we troje, ale mała Alicja rodzi się przedwcześnie. Mama Mai trafia do szpitala, w dodatku trwająca dniami i nocami ulewa zagraża Warszawie powodzią. Przerażona dziewczynka zostaje wysłana na całe lato do starszej krewnej w Szczecinie. Ciabcia, czyli cioteczna praprapraprababcia Mai, mieszka w przedwojennej kamienicy, nie używa telefonu komórkowego ani komputera i prawie nie ogląda telewizji, zresztą telewizor w jej mieszkaniu jest czarno-biały. Załamana Majka jest pewna, że czekają ją najnudniejsze wakacje w życiu, jednak wpada na trop bardzo starej rodzinnej tajemnicy i odkrywa, że pochodzi z rodziny dobrych czarownic. Zaprzyjaźnia się z mówiącym kotem babci. W jej ogrodzie spotyka, także mówiącą, zwariowaną wiewiórkę Foksi. Poznaje mieszkającego na strychu ciabcinej kamienicy, cierpiącego na amnezję ducha Oskara, i postanawia wyjaśnić przyczyny, dla których został uwięziony na strychu, a gdy jej się to udaje, opracowuje plan ratunku.

## Nagrody i wyróżnienia
- 2013 – Tytuł Książka Kwietnia 2013 Magazynu Literackiego Książki[14]
- 2013 – Nagroda Literacka Zielona Gąska 2013 Fundacji Zielona Gęś im. Konstantego Ildefonsa Gałczyńskiego[15]

## Przekłady na języki obce
- 2017: Serbia – Čarobnica sa sprata niže, tłumaczenie: Anđelija Jočić, wydawnictwo Propolis Books, ISBN 978-86-80802-07-7[16]

## Informacje dodatkowe
Powieść Czarownica piętro niżej znalazła się na liście obowiązkowych lektur uczniów szkół podstawowych województwa mazowieckiego biorących udział w olimpiadzie polonistycznej w latach 2015–2016.
Autorką projektów okładek oraz ilustracji we wszystkich tomach cyklu przygód Majki jest Magda Wosik.